# Ernst Klische
Ernst Klische (* 30. September 1911 in Rüstringen; † 15. Mai 1970 in Rastede) war ein deutscher Politiker (CDU) und Mitglied des Niedersächsischen Landtages.
Nachdem er die Volksschule und eine Begabtenschule absolviert hatte, besuchte Ernst Klische für sechs Semester die Verwaltungs- und Wirtschaftsakademie und erhielt ein Verwaltungsdiplom. Nach Ende der Ausbildung arbeitete er bis 1937 in der Rüstringer Stadtverwaltung als Büroleiter der Gemeindeverwaltung Rastede. Im Zweiten Weltkrieg kam er zur Wehrmacht und geriet als Kriegsteilnehmer bis 1946 in Gefangenschaft. 
Nach der Entlassung wurde er in der Großgemeinde Rastede ab September 1947 Gemeindedirektor. Ernst Klische war vom 6. Juni 1967 bis 15. Mai 1970 Mitglied des Niedersächsischen Landtages (6. Wahlperiode). 
Er war verheiratet und hatte drei Kinder.

## Öffentliche Ämter
Ernst Klische übernahm zahlreiche Funktionen und Ämter, so war er Vorsitzender der Bezirksversammlung der oldenburgischen Mitgliedsgemeinden im Niedersächsischen Gemeindetag, Mitglied des Gesamt- und geschäftsführenden Vorstandes des Niedersächsischen Gemeindetages, Vorsitzender des Finanzausschusses des Niedersächsischen Gemeindetages, Mitglied des Rechts- und Verfassungsausschusses des Deutschen Gemeindetages, ordentliches Mitglied des Landespersonalausschusses und Mitglied der Landesplanungsbeiräte beim Verwaltungsbezirk Oldenburg und beim Niedersächsischen Innenministerium.